# Ростворовский, Кароль Павел
Кароль Павел Ростворовский (пол. Karol Paweł Rostworowski; 15 апреля 1874, Ковалевщизна, ныне гмина Соколы — 8 февраля 1927, Варшава) — польский композитор.
Происходил из знатного рода, состоял в родстве с многими деятелями культуры и общественной жизни (в частности, внучатый племянник писательницы Нарцизы Жмиховской, двоюродный племянник этнографа Зигмунта Глогера). Родился в родовом поместье, однако в связи с разорением отца вырос и окончил гимназию в Варшаве. В 1895—1900 гг. учился в Рижском политехникуме, затем в течение года служил в Варшаве в гвардейском уланском полку. В 1902—1905 гг. работал как инженер и экономист.
Женитьба в 1904 году и получение приданого позволило Ростворовскому отказаться от неинтересной ему службы. Семья переехала в Краков, где Ростворовский окунулся в жизнь музыкальной богемы и начал сочинять песни для голоса и фортепиано, первые из них были опубликованы в 1905 г. В 1905—1908 гг. учился в Лейпцигской консерватории. Затем вернулся в Варшаву. К этому периоду относится основное сочинение Ростворовского — опера «Свадьба» (пол. Wesele) на собственное либретто по Ст. Выспянскому, поставленная в 1916 году в Варшаве под руководством заметно доработавшего партитуру Здзислава Бирнбаума, но получившая в целом отрицательную прессу.
С началом Первой мировой войны мобилизован в российскую армию. Находился на армейской службе до мая 1920 года, последующие два года провёл в СССР в плену. Вернувшись в Польшу с подорванным здоровьем, в 1923 г. недолго работал в Вильне, остаток жизни провёл в Жижине у сестры.